# 윤형두
윤형두(尹炯斗, 1935년 12월 27일~2023년 12월 3일)는 대한민국의 출판인이다. 문학출판사 범우사(汎友社)의 설립자이다.
순천대 농대의 전신인 순천농업학교 축산과와 동국대 법대를 졸업한 뒤 중앙대에서 석사학위(신문방송학)를 취득했다. 1966년 8월 범우사(汎友社)라는 문학출판사를 설립했다. 이후 한국출판학회 회장, 한국출판협동조합 이사장, 대한출판문화협회 부회장 등을 역임하였고, 재단법인 한국출판문화진흥재단 이사장을 연임하였다.